# Brani della canzone napoletana classica
Questa lista di brani della canzone napoletana classica elenca i brani musicali legati alla tradizione della canzone napoletana entrata in voga, in ambito prevalentemente urbano, nei primi decenni del XIX secolo, con influssi derivanti dalla produzione melodrammatica (che aveva in Napoli uno dei suoi maggiori centri europei) e delle arie da salotto coeve.
Questo filone è ben distinto all'interno della più vasta produzione del folklore napoletano, che risale ai secoli precedenti ed è stato oggetto di riscoperta (e ispirazione di nuovi generi) a partire dagli anni '70 del XX secolo. La stagione della canzone napoletana "classica", come più diffusamente spiegato nella voce canzone napoletana, si considera sostanzialmente esaurita con la chiusura del Festival di Napoli nel 1970, a favore di nuovi generi (tra cui la musica neomelodica e etnica), portatori di influssi diversi e di elementi stilistici innovativi.

## Elenco
| Titolo                                           | Autore musica                            | Autore testo                         | Anno                     | Note |
| ------------------------------------------------ | ---------------------------------------- | ------------------------------------ | ------------------------ | --- |
| 'A banderella 'e carta                           | Giuseppe Cioffi                          | Luigi Cioffi                         | 1955                     | |
| 'A bella 'e pusilleco                            | Fassone                                  | Giuseppe Capaldo                     | 1909                     | presentata alla Festa di Piedigrotta |
| 'A bonanema 'e l'ammore                          | Jovino                                   | Mario Festa                          | 1955                     | presentata da Nino Taranto e Gino Latilla al Festival di Napoli 1955 |
| 'A canzone d' 'a felicità                        | Ernesto Tagliaferri                      | Ernesto Murolo                       | 1930                     | presentata da Elvira Donnarumma |
| 'A canzone d' 'o surdato                         | Salvatore Gambardella                    | Aniello Califano                     |                          | |
| 'A canzone 'e Napule                             | Ernesto De Curtis                        | Libero Bovio                         | 1912                     | presentata da Mario Massa |
| 'A canzone 'e 'nu core                           | Giuseppe De Gregorio                     | G. Rossetti                          |                          | |
| 'A casciaforte                                   | Nicola Valente                           | Alfonso Mangione                     | 1928                     | presentata da Gennaro Pasquariello |
| 'A cartulina 'e Napule                           | Giuseppe De Luca                         | Pasquale Bongiovanni                 | 1927                     | presentata da Gilda Mignonette |
| 'A cura 'e mammà                                 | Giuseppe De Gregorio                     | Pasquale Cinquegrana                 | 1900                     | presentata da Peppino Villani e Marietta Tedeschi |
| 'A figlia d' 'o cafettiere                       | Vincenzo De Crescenzo                    | Furio Rendine                        | 1956                     | presentata da Alberto Amato |
| 'A femmena 'e mo                                 | Giuseppe Russo                           | Felice Genta                         | 1968                     | presentata da Mario Trevi |
| 'A frangesa                                      | Mario Pasquale Costa                     | Mario Pasquale Costa                 | 1894                     | presentata da Armand'Ary |
| 'A funtanella                                    | Salvatore Gambardella                    | Aniello Califano                     | 1894                     | presentata da Angiolina Arcella |
| 'A guerra                                        | Ernesto De Curtis                        | Libero Bovio                         | 1915                     | |
| 'A luciana                                       | Giuseppe Cioffi                          | Luigi Cioffi                         | 1953                     | presentata da Sergio Bruni alla Piedigrotta |
| 'A luna chiena                                   | Furio Rendine                            | Vincenzo De Crescenzo                | 1955                     | presentata da Franco Ricci e Gino Latilla al Festival di Napoli |
| 'A luntananza                                    | Eduardo Di Capua                         | Pasquale Cinquegrana                 | 1892                     | |
| 'A pizza                                         | Giordano Martelli - Nisa                 | Alberto Testa                        | 1966                     | presentata da Aurelio Fierro e Giorgio Gaber al Festival di Napoli 1966 |
| 'A primma 'nnammurata                            | Pasquale Fonzo                           | Ernesto Murolo                       | 1908                     | |
| 'A primmavera                                    | anonimo                                  | anonimo                              | XIX sec.                 | |
| 'A resatella                                     | Amedeo Olivares                          | Filibello                            |                          | |
| 'A reggina d' 'e tarantelle                      | Alfredo Giannini                         | Vincenzo Irolli                      | 1952                     | |
| 'A ricamatrice                                   | Aniello Langella                         | Adamo                                | 1961                     | presentata da Mario Trevi |
| 'A risa                                          | Berardo Cantalamessa                     | Berardo Cantalamessa                 | 1895                     | presentata da Bernardo Cantalamessa |
| Arri arri, cavaluccio                            | Vincenzo De Crescenzo                    | Furio Rendine                        | 1956                     | presentata da Franco Ricci |
| 'A rumba d"e scugnizze                           | Raffaele Viviani                         | Raffaele Viviani                     | 1932                     | |
| 'A santanotte                                    | Francesco Buongiovanni                   | Eduardo Scala                        | 1920                     | presentata da Maria Montebruno |
| 'A serenata 'e Pulicenella                       | Enrico Cannio                            | Libero Bovio                         | 1916                     | |
| 'A sigaretta                                     | Antonio Vian                             | Edoardo Schettino                    | 1951                     | |
| 'A signora cha cha cha                           | Renato Carosone                          | Nisa                                 | 1960                     | |
| 'A straniera                                     | Sergio Bruni                             | Aniello Langella                     | 1970                     | |
| 'A sunnambula                                    | Eduardo Alfieri                          | Gigi Pisano                          | 1957                     | presentata da Aurelio Fierro |
| 'A tazza 'e cafè                                 | Vittorio Fassone                         | Giuseppe Capaldo                     | 1918                     | presentata da Elvira Donnarumma |
| 'A voce 'e ll'ammore                             | Sorianis                                 | Eduardo Alfieri                      | 1965                     | presentata da Mario Trevi |
| 'A vucchella                                     | Francesco Paolo Tosti                    | Gabriele D'Annunzio                  | 1903                     | pubblicata per la prima volta sul giornale Il Mattino del 7 settembre 1904 |
| Abbracciato col cuscino                          | Gigi Pisano                              | Giuseppe Cioffi                      | 1931                     | presentata da Ferdinando Rubino |
| Abbrile, abbrile, scetame!                       | Eduardo Di Capua                         | Ferrara                              |                          | |
| Accarezzame                                      | Pino Calvi                               | Nisa                                 | 1954                     | presentata da Teddy Reno |
| Accussì                                          | Mario Ruccione - Lamberto Bosco          | Antonio Pugliese                     | 1959                     | presentata da Mario Abbate e Aurelio Fierro al Festival di Napoli 1959 |
| Acquarello napoletano                            | Lino Benedetto                           | Enzo Bonagura                        | 1947                     | |
| Addio a Napole                                   | Vincenzo De Meglio                       | Domenico Bolognese                   | 1868                     | |
| Addio, Carme'!                                   | Fanti                                    | Giovanni Capurro                     |                          | |
| Adduormete                                       | Marcello Cambi                           | Armando Ciervo                       | 1956                     | |
| Aggio perduto 'o suonno                          | Gino Redi                                | Alvise Natili                        | 1950                     | |
| Agata!                                           | Giuseppe Cioffi                          | Gigi Pisano                          | 1937                     | presentata da Leo Brandi |
| Ah, quanto è 'nfam' ammore!                      | Salvatore Gambardella                    | Aniello Califano                     | 1907                     | |
| All'erta sentinella                              | Ernesto De Curtis                        | Libero Bovio                         | 1915                     | |
| Amice, non credite a le zitelle                  | Giovanni Paisiello                       | Francesco Cerlone                    | 1783                     | |
| Ammore canta                                     | Ernesto Tagliaferri                      | Ernesto Murolo                       | 1930                     | |
| Ammore, ammore                                   | Riccardo Ducci                           | Astro Mari                           | 1957                     | |
| Anema e core                                     | Salve D'Esposito                         | Tito Manlio                          | 1950                     | presentata da Tito Schipa |
| Anema nera                                       | Nicola Valente                           | Beniamino Canetti                    | 1931                     | |
| Angelarè                                         |                                          |                                      | XVIII secolo             | |
| Aprile a Napoli                                  | Art Crafer                               | Mario Cenci - Jimmie Nebb            | 1961                     | |
| Arietta malinconica                              | Umberto Colonnese                        | Libero Bovio                         | 1928                     | |
| Attenti alle donne                               | Armando Gill                             | Armando Gill                         | 1927                     | |
| Autunno                                          | Ernesto De Curtis                        | Libero Bovio                         | 1913                     | |
| Balcone chiuso                                   | Duyrat - Russo                           | Antonio Vian                         | 1954                     | presentata da Franco Ricci e Gino Latilla al Festival di Napoli 1954 |
| Bajon napulitano                                 | Renato Ruocco - Nino Oliviero            | Martino                              |                          | |
| Bammenella                                       | Raffaele Viviani                         |                                      | 1912                     | Scritta sulla musica di Valse brune, fu presentata da Luisella Viviani |
| Bella                                            | Furio Rendine                            | Antonio Pugliese                     | 1966                     | presentata da Sergio Bruni e Robertino al Festival di Napoli 1966 |
| Bella busciarda                                  | Dura                                     | Salerni                              | 1963                     | presentata da Mario Trevi e Mario Abbate al Festival Città di Ercolano |
| Bellavista                                       | Francesco Fiore                          | G. Donnarumma                        | 1939                     | presentata da Ferdinando Rubino |
| Bbuonu guaglione                                 | Peppino Fiorelli                         | Enzo Buonafede                       | 1960                     | presentata da Mario Trevi |
| Biancaneve                                       | Vittorio Annona - Manetta                | Vincenzo Acampora                    | 1967                     | presentata da Mario Trevi e Tony Astarita al Festival di Napoli 1967 |
| Brigantella                                      | Mannillo - De Paola                      | Fanciulli                            | 1962                     | presentata da Mario Trevi e Alberto Berri al Gran Festival di Piedigrotta |
| Brinneso                                         | Libero Bovio                             | Nicola Valente                       | 1922                     | presentata da Gennaro Pasquariello |
| Buon Natale                                      | Riccardi - Mario Trevi                   | Sorrentino                           | 1965                     | presentata da Mario Trevi |
| Cannetella                                       | Guglielmo Cottrau (elaborazione)         | Guglielmo Cottrau (elaborazione)     | 1829                     | |
| Canta pe' me!                                    | Ernesto De Curtis                        | Libero Bovio                         | 1909                     | presentata da Silvia Coruzzolo |
| Canzona amalfitana                               | Lino Benedetto                           | Enzo Bonagura                        | 1952                     | presentata da Amedeo Pariante |
| Canzona appassiunata                             | E. A. Mario                              | E. A. Mario                          | 1922                     | presentata da Armida Cozzolino, poi da Gennaro Pasquariello |
| Canzona bella                                    | Eduardo Di Capua                         | Vincenzo Russo                       | 1904                     | |
| Canzona 'e ll'ammore addurmuto                   | E. A. Mario                              | Vittorio Parisi                      | 1938                     | |
| Canzona marinaresca                              | Raffaele Bossi                           | Eduardo Scala                        | 1920                     | |
| Canzona 'mbriaca                                 | E. A. Mario                              | Salvatore Di Giacomo                 | 1932                     | |
| Canzone a Chiarastella                           | Rodolfo Falvo                            | Salvatore Di Giacomo                 | 1912                     | |
| Canzone all'antica                               | Furio Rendine                            | Salvatore Gaetani                    | 1960                     | presentata da Mario Trevi e Franca Raimondi al Festival di Napoli 1960 |
| Canzone 'e surdate                               | Gaetano Lama                             | Libero Bovio                         | 1915                     | |
| Canzuncella ca vene e va                         | Eduardo Caliendo                         | Roberto Murolo                       | 1964                     | presentata da Mario Trevi |
| Capurale portalettere                            | Furio Rendine                            | Giuseppe Fiorelli                    | 1954                     | presentata da Rino Palombo alla Piedigrotta Rendine 1954 |
| Cara busciarda                                   | Renato Fiore                             | Mario Festa                          | 1969                     | presentata da Mario Trevi e Nino Fiore al Festival di Napoli 1969 |
| Caravan petrol                                   | Renato Carosone                          | Nisa                                 | 1958                     | presentata da Gegè Di Giacomo e l'Orchestra Carosone |
| Carcerato                                        | Luigi Cioffi                             | Giuseppe Cioffi                      | 1949                     | presentata da Mario Lima alla Piedigrotta |
| Carcioffola'                                     | Eduardo Di Capua                         | Salvatore Di Giacomo                 | 1893                     | presentata da Giuseppina Calligaris |
| Carme' Carme'                                    | Totò                                     | Totò                                 | 1953                     | |
| Carmela                                          | Sergio Bruni, Salvatore Palomba          | 1976                                 |                          | |
| Carmela                                          | Giambattista De Curtis                   | 1894                                 | presentata da Elide Lodi | |
| Carmela mia!                                     | Enrico Cannio                            | Aniello Califano                     | 1903                     | |
| Carulì cu st'uocchie nire                        | Mario Pasquale Costa                     | Salvatore Di Giacomo                 |                          | |
| Casarella 'e piscatore                           | Luigi Cioffi - Giovanni Marigliano       | Enzo Buonafede                       | 1967                     | presentata da Mario Trevi e Gloria Christian al Festival di Napoli 1967 |
| Catarì                                           | Mario Pasquale Costa                     | Salvatore Di Giacomo                 | 1892                     | presentata da Raffaele De Rosa |
| Catene d'ammore                                  | Salvatore Mazzocco                       | Umberto Martucci                     | 1963                     | presentata da Mario Trevi e Nunzio Gallo al Festival di Napoli 1963 |
| Catena                                           | Gennaro Santoro                          | Giuseppe Rossetti                    | 1944                     | presentata da Tatiana Petrowna |
| Catenella                                        | Savarese - Sorianis                      | Eduardo Alfieri                      | 1965                     | presentata da Mario Trevi |
| Cavallo sfurtunato                               | Enzo Barile                              | Vincenzo Emilio                      | 1949                     | presentata da Alberto Amato |
| Cavalluccio 'e mare                              | Mario Coppola                            | Antonello Mennillo                   | 1961                     | |
| Cerasella                                        | Eros Sciorilli                           | Enzo Bonagura - Ugo Pirro            | 1959                     | presentata da Gloria Christian e Wilma De Angelis al Festival di Napoli 1959                                                                                                  |
| Che chiagne a ffa!                               | Vittorio Annona - Donadio                | Vincenzo Acampora                    | 1966                     | presentata da Mario Trevi e Tony Astarita al Festival di Napoli 1966 |
| Ched'è l'ammore                                  | A. Cesareo                               | L. Ricciardi                         | 1954                     | presentata da Nino Nipote e Carla Boni al Festival di Napoli 1954 |
| Che m'è 'mparato a fa'                           | Armando Trovajoli                        | Dino Verde                           | 1956                     | |
| Che malaspina!                                   | Giuseppe Cioffi                          | Enzo Fusco                           | 1943                     | |
| Chella d' 'e rrose!...                           | B. U. Canetti                            | Rodolfo Falvo                        | 1929                     | presentata da Vittorio Parisi |
| Chella llà                                       | Enzo Di Paola - Sandro Taccani           | Umberto Bertini                      | 1956                     | presentata da Teddy Reno |
| Chi se nne scorda cchiù!                         | Richard Barthèlemy                       | Roberto Maruasi                      | 1895                     | |
| Chiove                                           | Evemero Nardella                         | Libero Bovio                         | 1923                     | presentata da Salvatore Papaccio |
| Chiove a zeffunno                                | Enzo Bonagura                            | Enzo Bonagura                        | 1958                     | presentata da Sergio Bruni e Claudio Terni al Festival di Napoli 1958 |
| Chissà pecché                                    | Ettore Lombardi                          | Gino Mazzocchi - Peppino di Capri    | 1959                     | |
| Chitarra nova                                    | Eduardo Di Capua                         | Giovanni Capurro                     | 1908                     | |
| Chitarrella... chitarrè...                       | Luigi Cioffi                             | Giuseppe Cioffi                      | 1953                     | presentata da Sergio Bruni alla Piedigrotta |
| Ciccio Formaggio                                 | Gigi Pisano                              | Giuseppe Cioffi                      | 1940                     | presentata da Nino Taranto al Teatro Bellini di Napoli |
| Cicerenella                                      | Pietro Labriola                          | anonimo                              | 1700 ca.                 | |
| Cielo                                            | Eduardo Alfieri                          | Gigi Pisano                          | 1961                     | |
| Ciento strade                                    | Eduardo Alfieri                          | Umberto Boselli                      | 1961                     | |
| Comme a 'na fronna                               | Salvatore Gambardella                    | Vittorio Fortunato Guarino           | 1902                     | |
| Comm' a 'nu sciummo                              | Barrucci - Giuseppe Palumbo              | Esposito                             | 1968                     | presentata da Mario Trevi e Mario Merola al Festival di Napoli 1968 |
| Comme da lo molino                               | Niccolò Piccinni                         | anonimo                              | 1766                     | |
| Comme facette mammeta                            | Salvatore Gambardella                    | Giuseppe Capaldo                     | 1906                     | presentata da Antonietta Rispoli |
| Comme se canta a Napule                          | E. A. Mario                              | E. A. Mario                          | 1911                     | presentata da Elvira Donnarumma |
| Comme se fa l'ammore                             | Armando Romeo                            | Enzo Bonagura                        | 1961                     | |
| Comme te voglio ama'                             | Vincenzo Valente                         | Roberto Bracco                       | 1887                     | |
| Core busciardo                                   | Salvatore Mazzocco                       | Salvatore Mazzocco                   | 1966                     | presentata da Mario Trevi |
| Core furastiero                                  | E. A. Mario                              | Alfredo Melina                       | 1923                     | presentata da Gennaro Pasquariello |
| Core 'ngrato                                     | Salvatore Cardillo                       | Riccardo Cordiferro                  | 1911                     | presentata da Enrico Caruso |
| Cunto 'e lampare                                 | Renato Recca                             | Enzo Bonagura                        | 1961                     | Presentata da Mario Trevi e Claudio Villa al Festival di Napoli 1961 |
| Ddoje stelle so' cadute                          | Francesco Saverio Mangieri               | Francesco Saverio Mangieri           | 1955                     | Presentata da Sergio Bruni e Achille Togliani al Festival di Napoli 1955 |
| Dduie paravise                                   | E. A. Mario                              | Ciro Parente                         | 1928                     | presentata da Luisella Viviani |
| Desiderio                                        | Salvatore Mazzocco                       | Arturo Trusiano                      | 1949                     | presentata da Roberto Murolo |
| Desiderio 'e sole                                | Tito Manlio                              | Marcello Gigante                     | 1952                     | presentata da Franco Ricci e Nilla Pizzi al Festival di Napoli 1952. Primo premio                                                                                             |
| Desiderio 'e te                                  | Vincenzo Ricciardi                       | Teodoro Rovito                       | 1908                     | presentata da Giuseppe Godono |
| Dimme addo' staje                                | Enzo Barile                              | Enzo Di Gianni                       | 1932                     | presentata da Carlo Buti |
| Dicitencello vuje                                | Rodolfo Falvo                            | Enzo Fusco                           | 1930                     | presentata da Vittorio Parisi |
| Dincello tu!                                     | Gaetano Amendola                         | Gaetano Amendola                     | 1956                     | presentata da Claudio Villa e Franco Ricci al Festival di Napoli 1956 |
| Dint' 'o core                                    | Gaiano                                   | Gaiano                               | 1962                     | presentata da Mario Trevi |
| Dove sta Zazà?                                   | Giuseppe Cioffi                          | Raffaele Cutolo                      | 1944                     | presentata da Aldo Tarantino alla Piedigrotta |
| Dummeneca d' 'e ppalme                           | Ernesto De Curtis                        | Giambattista De Curtis               | 1905                     | |
| Durmì                                            | Sergio Bruni                             | Vincenzo De Crescenzo                | 1962                     | |
| 'E bersagliere                                   | Eduardo Di Capua                         | Pasquale Cinquegrana                 | 1889                     | presentata da Emilia Persico |
| 'E buscie                                        | Francesco Fiore                          | Nicola Valente                       | 1935                     | presentata da Alfredo Sivoli |
| 'E ccummarelle                                   | Alfredo Giannini                         | Arturo Gigliati                      | 1952                     | Presentata da Gino Latilla e Antonio Basurto al Festival di Napoli 1952 |
| 'E denare                                        | Ettore De Mura                           | Nicola Valente                       | 1947                     | presentata da Mimì Ferrari |
| 'E ddoie Lucie                                   | Luigi Ricciardi                          | Giuseppe Marotta                     | 1961                     | |
| 'E nanasse                                       | Furio Rendine                            | Enzo Bonagura                        | 1949                     | |
| 'E palumme                                       | Mario Persico                            | Oscar Gallo (paroliere)              | 1913                     | presentata da Franco Fortezza |
| 'E piscature                                     | Raffaele Viviani                         | Raffaele Viviani                     | 1924                     | |
| 'E pperle d' 'a madonna                          | Giuseppe Bonavolontà                     | Michele Galdieri                     | 1947                     | |
| 'E quatto 'e maggio                              | Armando Gill                             | Armando Gill                         | 1918                     | presentata da Armando Gill |
| 'E rragazze                                      | Eduardo Di Capua - Salvatore Gambardella | Aniello Califano                     | 1904                     | presentata da Peppino Villani |
| 'E rrose d' 'a madonna                           | Ernesto De Curtis                        | Libero Bovio                         | 1927                     | |
| 'E spingule frangese                             | Enrico De Leva                           | Salvatore Di Giacomo                 | 1880                     | |
| 'E stelle cadente                                | Franco Pisano                            | Antonio Amurri                       | 1960                     | |
| 'E stelle 'e Napule                              | Giuseppe Bonavolontà                     | Michele Galdieri                     | 1955                     | Presentata da Gino Latilla con Carla Boni e da Maria Paris al Festival di Napoli 1955                                                                                         |
| 'E stelle m'hanno ditto                          | Nino D'Alessio                           | Renato Ruocco                        | 1959                     | presentata da Mario Trevi |
| 'E trezze 'e Carulina                            | Salvatore Gambardella                    | Salvatore Di Giacomo                 | 1895                     | presentata da Diego Giannini |
| 'E zucculille                                    | Attilio Staffelli                        | Edoardo Nicolardi                    | 1951                     | presentata da Mimì Ferrari |
| È desiderio                                      | Barrucci - Sasso                         | Esposito                             | 1961                     | presentata da Mario Trevi alla Piedigrotta Giba 1961 |
| È frennesia!                                     | Gigi Pisano                              | Ferdinando Albano                    | 1965                     | presentata da Mario Trevi e Maria Paris al Festival di Napoli 1965 |
| E lassame                                        | Ettore De Mura - Gigante                 | De Angelis                           | 1962                     | presentata da Mario Trevi |
| È napulitana                                     | Giuseppe Cioffi                          | N. De Lutio                          | 1961                     | presentata da Mario Trevi e Giuseppe Negroni al Giugno della Canzone Napoletana                                                                                               |
| Era de maggio                                    | Mario Pasquale Costa                     | Salvatore Di Giacomo                 | 1885                     | |
| Era Settembre                                    | Luigi Cioffi - A. Ferraro                | Luigi Gajano                         | 1962                     | presentata da Mario Trevi e Claudio Villa al Gran Festival di Piedigrotta |
| Evera 'e sciummo                                 | Buoninconti                              | Alfredo Napolitano                   | 1959                     | presentata da Mario Trevi |
| Faciteme felice                                  | Ernesto De Curtis                        | Vincenzo Russo                       | 1907                     | |
| Fenesta ca lucive                                | Guglielmo Cottrau                        | Giulio Genoino                       | 1842                     | |
| Fenesta vascia                                   | Guglielmo Cottrau                        | Giulio Genoino                       | 1825                     | Il Genoino riporta fedelmente il testo del 1500, adattandolo alla lingua parlata nel 1800, anche nei termini in allora disuso o perfino dimenticati, con un ottimo risultato. |
| Feneste e fenestelle                             | Renato Ruocco                            | Nino D'Alessio                       | 1959                     | presentata da Mario Trevi alla Piedigrotta Santa Lucia |
| Freva                                            | Mario Calderazzi                         | Pacifico Vento                       | 1960                     | |
| Frida                                            | Fred Bongusto                            | Fred Bongusto                        | 1962                     | |
| Funiculì funiculà                                | Luigi Denza                              | Giuseppe Turco                       | 1880                     | fu cantata, per la prima volta, dagli stessi autori nei saloni dell'albergo Quisisana di Castellammare di Stabia                                                              |
| Funtana all'ombra                                | E. A. Mario                              | E. A. Mario                          | 1912                     | presentata da Gennaro Pasquariello |
| Furturella                                       | Salvatore Gambardella                    | Pasquale Cinquegrana                 | 1894                     | presentata da Diego Giannini |
| Giulietta e... Romeo                             | Salvatore Mazzocco                       | Umberto Martucci                     | 1958                     | presentata da Aurelio Fierro, Giacomo Rondinella e Nicla Di Bruno al Festival di Napoli 1958                                                                                  |
| Guaglione                                        | Giuseppe Fanciulli                       | Nisa                                 | 1956                     | presentata da Aurelio Fierro e Grazia Gresi al Festival di Napoli 1956 |
| Guapparia                                        | Rodolfo Falvo                            | Libero Bovio                         | 1914                     | presentata da Diego Giannini |
| Guappetiello                                     | Gigliati                                 | Felice Genta                         | 1961                     | presentata da Mario Trevi |
| Guappetiello 'e tutte 'e ssere                   | Ferdinando Albano                        | Ettore De Mura                       | 1957                     | |
| Guardanno 'a luna                                | Vincenzo De Crescenzo                    | Gennaro Camerlingo                   | 1904                     | |
| Guardanno 'o mare                                | Attilio Staffelli                        | Clemente Aurino                      | 1956                     | |
| Gui'! gui'!                                      | Salvatore Gambardella                    | Vittorio Fortunato Guarino           | 1902                     | |
| I' m'arricordo 'e te                             | Ernesto De Curtis                        | Giambattista De Curtis               | 1911                     | presentata da Nina De Charny |
| I' te vurria vasà                                | Eduardo Di Capua                         | Vincenzo Russo                       | 1900                     | presentata da Amina Vargas |
| Il bel Ciccillo                                  | Salvatore Capaldo                        | Arturo Trusiano                      | 1917                     | |
| Indifferentemente                                | Salvatore Mazzocco                       | Umberto Martucci                     | 1963                     | Presentata da Mario Trevi e Mario Abbate al Festival di Napoli 1963 |
| Io me n'addono                                   | Ernesto De Curtis                        | Edoardo Nicolardi                    | 1941                     | |
| Io, mammeta e tu                                 | Domenico Modugno                         | Riccardo Pazzaglia                   | 1955                     | presentata da Domenico Modugno |
| Io, 'na chitarra e 'a luna                       | E. A. Mario                              | E. A. Mario                          | 1913                     | |
| L'ammore 'ncarrozzella                           | Furio Rendine                            | Gigi Pisano                          | 1954                     | |
| L'ammore vò girà                                 | Furio Rendine                            | Giuseppe Rocca                       | 1954                     | presentata da Maria Paris e Carla Boni al Festival di Napoli 1954 |
| La cammesella                                    | Luigi Stellato                           | Francesco Melber                     | 1875                     | |
| La grotta azzurra                                | anonimo                                  | anonimo                              | XVIII secolo             | |
| La nova gelosia                                  | anonimo                                  | anonimo                              | XVIII-XIX secolo         | |
| La rosa                                          | Saverio Mercadante                       | Marco D'Arienzo                      | 1848                     | |
| Lacrema                                          | Salvatore Palomba                        | Eduardo Alfieri                      | 1968                     | presentata da Mario Trevi e Mario Abbate al Festival di Napoli 1968 |
| Lacreme napulitane                               | Francesco Bongiovanni                    | Libero Bovio                         | 1925                     | presentata da Gennaro Pasquariello |
| Larà, larà, larà, volimmo pazzià!                | Giacobbe Di Capua                        | Giacobbe Di Capua                    | 1872                     | |
| Lariulà                                          | P.M. Costa                               | Salvatore Di Giacomo                 | 1888                     | |
| Lassame                                          | Mario Cenci                              | Mario Cenci                          | 1959                     | |
| Lassammoce                                       | Nunzio Gallo                             | Antonio Napoli                       |                          | |
| Lazzarella                                       | Domenico Modugno                         | Riccardo Pazzaglia                   | 1957                     | presentata da Aurelio Fierro al Festival di Napoli 1957 |
| Lilì Kangy                                       | Salvatore Gambardella                    | Giovanni Capurro                     | 1905                     | presentata da Nicola Maldacea |
| Ll'arte d' 'o sole                               | Salvatore Gambardella                    | Giuseppe Capaldo                     | 1908                     | |
| L'Ariatella                                      | Luigi Biscardi                           | Mariano Paolella                     | 1856                     | |
| Lu cardillo                                      | Pietro Labriola                          | Ernesto Del Preite                   | 1849                     | |
| Lo guarracino                                    | anonimo                                  | anonimo                              | 1768                     | |
| L' ombra d' 'a sera                              | Gigi Pisano                              | Eduardo Alfieri                      | 1964                     | presentata da Mario Trevi |
| Lo paparacianno                                  | E. Martelli                              | E. Martelli                          | 1872                     | |
| Lo primm'ammore                                  | Francesco Ruggi                          | Luciano Faraone                      | 1846                     | |
| Lo rialo                                         | Giacobbe Di Capua                        | anonimo                              | 1872                     | |
| Lo tiramole                                      | anonimo                                  | anonimo                              |                          | |
| Lo zoccolaro                                     | Teodoro Cottrau                          | Mariano Paolella                     | 1857                     | |
| L'ultima sera                                    | Gigi Pisano                              | Enzo Barile                          | 1969                     | presentata da Mario Trevi e Nunzia Greton al Festival di Napoli 1969 |
| Luna caprese                                     | Luigi Ricciardi                          | Augusto Cesareo                      | 1953                     | presentata da Nilla Pizzi ad Anacapri |
| Luna nova                                        | Mario Pasquale Costa                     | Salvatore Di Giacomo                 | 1887                     | |
| Luna rossa                                       | Antonio Vian                             | Vincenzo De Crescenzo                | 1950                     | presentata da Giorgio Consolini alla Piedigrotta |
| 'Mbraccia a me!                                  | Vincenzo Di Chiara                       | Antonio Barbieri                     | 1908                     | |
| 'Mbraccio a te!                                  | Enrico Buonafede                         | Giuseppe Marotta                     | 1959                     | presentata da Sergio Bruni e Jula de Palma al Festival di Napoli 1959 |
| 'Mbriacateve cu' mme!                            | Rodolfo Mattozzi                         | Salvatore Palomba                    | 1962                     | |
| 'Mmasciata 'e gelusia                            | Furio Rendine                            | Antonio Napoli                       | 1952                     | |
| 'Mmiez' 'a via                                   | Ciro Ricci - Donato Ricci                | Ciro Ricci - Donato Ricci            |                          | |
| Ma che guaglione!                                | Edilio Capotosti                         | Angelo De Lorenzo                    | 1957                     | |
| Ma chi sa?                                       | Mario Pasquale Costa                     | Salvatore Di Giacomo                 | 1905                     | presentata da Giorgio Schöttler senior |
| Maggio sì tu!                                    | E. A. Mario                              | E. A. Mario                          | 1913                     | presentata da Elvira Donnarumma |
| Maistrale                                        | Nino Oliviero                            | Vincenzo De Crescenzo                | 1958                     | |
| Malacatena                                       | Renato Fiore - Mario Festa               | Tony Iglio                           | 1970                     | presentata da Mario Trevi e Nino Fiore al Festival di Napoli 1970 |
| Malafemmena                                      | Totò                                     | Totò                                 | 1951                     | presentata da Giacomo Rondinella (in uno spettacolo di arte varia) e Mario Abbate (in audizione della Piedigrotta al Teatro Augusteo)                                         |
| Malatia                                          | Armando Romeo                            | Armando Romeo                        | 1957                     | presentata da Armando Romeo |
| Malincunia                                       | Carlo Concina                            | Nisa                                 | 1952                     | |
| Maliziusella                                     | Edilio Capotosti                         | Francesco Specchia                   | 1956                     | presentata da Gino Latilla |
| Mandulinata a mare                               | Francesco Buongiovanni                   | Aniello Califano                     | 1915                     | |
| Mandulinata a Napule                             | Ernesto Tagliaferri                      | Ernesto Murolo                       | 1921                     | presentata da Ada Bruges |
| Mandulinata blu                                  | Salvatore Mazzocco                       | Umberto Martucci                     | 1962                     | presentata da Mario Trevi e Emilio Pericoli al Gran Festival di Piedigrotta                                                                                                   |
| Mandulino 'e Santa Lucia                         | Luigi Ricciardi                          | Vincenzo De Crescenzo                | 1962                     | |
| Mandulino d' 'o Texas                            | Edilio Capotosti                         | Alberico Gentile                     | 1958                     | |
| Manella mia!                                     | Vincenzo Valente                         | Ferdinando Russo                     | 1907                     | |
| Mannaggia 'o suricillo                           | A. Bonaccorsi                            | A. Bonaccorsi                        | 1954                     | presentata da Maria Paris e Katyna Ranieri al Festival di Napoli 1954 |
| Manname 'nu raggio 'e sole                       | Lino Benedetto                           | Tito Manlio                          | 1956                     | presentata da Nunzio Gallo e Antonio Basurto al Festival di Napoli 1956 |
| Mare napulitano                                  | Avecone                                  | De Felice                            | 1960                     | presentata da Mario Trevi |
| Mare verde                                       | Salvatore Mazzocco                       | Giuseppe Marotta                     | 1961                     | Presentata da Mario Trevi e Milva al Giugno della Canzone Napoletana |
| Marechiare                                       | Francesco Paolo Tosti                    | Salvatore Di Giacomo                 | 1886                     | |
| Marechiaro Marechiaro!                           | Renato Forlani                           | Maria Murolo - Roberto Murolo        | 1962                     | presentata da Sergio Bruni e Gloria Christian al Festival di Napoli 1962 |
| Margellina                                       | Enzo Bonagura                            | Enzo Bonagura                        | 1952                     | presentata da Sergio Bruni e Nilla Pizzi al Festival di Napoli 1952 |
| Maria Marì                                       | Eduardo di Capua                         | Vincenzo Russo                       | 1899                     | |
| Maruzzella                                       | Renato Carosone                          | Enzo Bonagura                        | 1955                     | presentata da Renato Carosone |
| Me parlano 'e te                                 | Salvatore Palomba                        | Antonio Vian                         | 1964                     | presentata da Mario Trevi e Robertino al Festival di Napoli 1964 |
| Me so' mbriacato 'e sole                         | Salve D'Esposito                         | Tito Manlio                          | 1948                     | presentata da Antonio Basurto all'albergo "Le Terrazze" di Sorrento |
| Michelemmà                                       | Guglielmo Cottrau (attribuita)           | Achille De Lauzières o Salvator Rosa | 1650 ca.                 | |
| Mister Napule                                    | Tarcisio Fusco                           | Carlo Vinci                          | 1957                     | |
| Mmiez' 'o ggrano                                 | Evemero Nardella                         | Edoardo Nicolardi                    | 1909                     | presentata da Enrico Caruso |
| Mo vene Natale                                   | Renato Carosone                          | Renato Carosone                      | 1955                     | |
| Munasterio 'e Santa Chiara                       | Alberto Barberis                         | Michele Galdieri                     | 1945                     | presentata da Giacomo Rondinella (nella rivista Imputati alziamoci!) e ripresa da Ettore Fiorgenti (per l'audizione de La Canzonetta)                                         |
| Musica 'mpruvvisata                              | Tito Manlio                              | Salve D'Esposito                     | 1960                     | presentata da Mario Trevi |
| 'N'accordo in fa                                 | Nicola Valente                           | Gigi Pisano                          | 1927                     | presentata da Gennaro Pasquariello |
| 'Na bruna                                        | Sergio Bruni - Augusto Visco             | Espedito Barrucci - Aniello Langella | 1971                     | |
| 'Na buscia                                       | Antonio Galante                          | Ettore De Mura                       | 1954                     | presentata da Carla Boni e Maria Longo al Festival di Napoli 1954 |
| 'Na canzone pe' ffa ammore                       | Renato Rascel                            | Renato Rascel                        | 1955                     | |
| 'Na fotografia                                   | Fiorini - Mario Trevi                    | Garri                                | 1963                     | presentata da Mario Trevi |
| 'Na lettera                                      | Salvatore Palomba                        | Eduardo Alfieri                      | 1961                     | presentata da Mario Trevi |
| 'Na musica                                       | Domenico Modugno                         | Antonio Pugliese                     | 1961                     | |
| ''Na sera 'e maggio                              | Giuseppe Cioffi                          | Gigi Pisano                          | 1938                     | presentata da Vittorio Parisi |
| 'Na voce, 'na chitarra e 'o poco 'e luna         | Ugo Calise                               | Carlo Alberto Rossi - Ugo Calise     | 1954                     | presentata da Ugo Calise |
| 'Nbraccio a mme!                                 | Ernesto Tagliaferri                      | Ernesto Murolo                       | 1927                     | |
| 'Ndringhete ndrà                                 | Giuseppe De Gregorio                     | Pasquale Cinquegrana                 | 1895                     | presentata da Diego Giannini |
| 'Nnammurate dispettuse                           | Furio Rendine                            | Vincenzo De Crescenzo                | 1957                     | presentata da Gloria Christian e Giacomo Rondinella al V Festival di Napoli                                                                                                   |
| 'Nnammuratella                                   | Enrico Buonafede                         | Enzo Di Gianni                       | 1961                     | presentata da Mario Trevi |
| 'Nnammuratella 'e maggio                         | De Gregorio                              | Ferdinando Albano                    | 1959                     | presentata da Mario Trevi |
| 'Nu barcone                                      | Vincenzo Valente                         | Ernesto Murolo                       | 1907                     | |
| 'Nu tantillo 'e core                             | Marcello Gigante                         | Gian Carlo Testoni - Filibello       | 1958                     | |
| Nanassa                                          | Salvatore Mazzocco                       | Umberto Martucci                     | 1957                     | |
| Napule bello!                                    | Giuseppe De Gregorio                     | Pasquale Cinquegrana                 | 1898                     | presentata da Peppino Villani |
| Napule ca se ne va!                              | Ernesto Tagliaferri                      | Ernesto Murolo                       | 1920                     | presentata da Ester Clary |
| Napule canta                                     | Ernesto Tagliaferri                      | Libero Bovio                         | 1915                     | presentata da Gina De Chamery |
| Napule e Surriento                               | Ernesto Tagliaferri                      | Ernesto Murolo                       | 1925                     | |
| Napule ncopp' 'a luna                            | Giuseppe Fontana                         | Ernesto Galdieri                     | 1959                     | |
| Napulione 'e Napule                              | Giuseppe Fanciulli                       | Raffaele Cutolo                      | 1959                     | presentata da Maria Paris e Germana Caroli al VII Festival di Napoli |
| Napulitana                                       | Rodolfo Falvo                            | Libero Bovio                         | 1904                     | |
| Ninì Tirabusciò                                  | Salvatore Gambardella                    | Aniello Califano                     | 1911                     | presentata da Gennaro Pasquariello |
| Ninuccia                                         | Vincenzo Valente                         | Giambattista De Curtis               | 1894                     | presentata da Lina Cavalieri |
| Nisciuno                                         | Antonio Vian                             | Peppino Russo                        | 1953                     | presentata da Nino Nipote alla Piedigrotta Abici 1953 |
| Nisciuno po' sape'                               | Domenico Modugno                         | Riccardo Pazzaglia                   | 1957                     | |
| Note d'ammore                                    | Luigi Vinci                              | Attilio Romanelli                    | 1960                     | |
| Notte 'ncantata                                  | Antonio Vian                             | Attilio Manetta                      | 1961                     | |
| Nun chiagnere                                    | Renato Rascel                            | Antonio Savignano                    | 1961                     | |
| Nun è peccato                                    | Ugo Calise - Carlo Alberto Rossi         | Ugo Calise                           | 1959                     | presentata da Ugo Calise |
| Nun giurà                                        | Armando Romeo                            | Armando Romeo                        | 1960                     | |
| Nun me scetà                                     | Ernesto Tagliaferri                      | Ernesto Murolo                       | 1930                     | |
| Nun si' ll'ammore!                               | Gaetano Lama                             | Minieri                              | 1949                     | |
| Nun so' geluso                                   | Armando Gill                             | Armando Gill                         | 1917                     | presentata da Armando Gill |
| Nun songh'io                                     | Lello Caravaglios - Raffaele Ronga       | Alfredo Paone                        | 1960                     | |
| Nuttata 'e sentimento                            | Giuseppe Capolongo                       | Alessandro Cassese                   | 1908                     | |
| Nuvole                                           | Giuseppe Spizzica - Francesco Cimmino    | Giuseppe Porcaro                     | 1960                     | |
| ' O binocolo                                     | Aperuta - Riccardi                       | Sorrentino                           | 1961                     | presentata da Mario Trevi |
| ' O ccafè                                        | Domenico Modugno                         | Riccardo Pazzaglia                   | 1958                     | |
| 'O codice 'e ll'ammore                           | Gigi Pisano                              | Eduardo Alfieri                      | 1961                     | presentata da Mario Trevi |
| 'O core mio                                      | Salvatore Palomba - Mario Trevi          | Eduardo Alfieri                      | 1966                     | presentata da Mario Trevi |
| 'O cunto 'e Mariarosa                            | Ernesto Tagliaferri                      | Ernesto Murolo                       | 1932                     | |
| 'O destino                                       | Tullio De Piscopo                        | Sante Palumbo                        |                          | |
| 'O magliaro                                      | Enzo Manzoni - Mario Trevi               | Enzo Schiano                         | 1962                     | presentata da Mario Trevi |
| 'O marenariello                                  | Salvatore Gambardella                    | Gennaro Ottaviano                    | 1893                     | |
| 'O mese d' 'e rrose                              | Giuseppe Bonavolontà                     | Tito Manlio                          | 1938                     | |
| 'O mese 'e maggio                                | Salvatore Palomba                        | Eduardo Alfieri                      | 1969                     | presentata da Mario Trevi |
| 'O paese d' 'o sole                              | Vincenzo D'Annibale                      | Libero Bovio                         | 1925                     | |
| 'O piano 'e guerra                               | Nicola Valente                           | Ernesto Murolo                       | 1918                     | |
| 'O pirata                                        | Salvatore Palomba                        | Eduardo Alfieri                      | 1959                     | presentata da Mario Trevi |
| 'O pitturiello                                   | Vincenzo De Crescenzo                    | Eduardo Alfieri                      | 1963                     | presentata da Mario Trevi |
| 'O ritratto 'e Nanninella                        | Antonio Vian                             | Pasquale Scarfò                      | 1955                     | presentata da Sergio Bruni e Gino Latilla al Festival di Napoli 1955 |
| 'O sapunariello                                  | Raffaele Viviani                         | Raffaele Viviani                     | 1918                     | |
| 'O sarracino                                     | Renato Carosone                          | Nisa                                 | 1958                     | |
| 'O sfaticato                                     | Riccardi - Fiorilli                      | Vincenzo Acampora                    | 1960                     | presentata da Mario Trevi alla Piedigrotta Acampora |
| 'O sole mio                                      | Eduardo Di Capua                         | Giovanni Capurro                     | 1898                     | |
| 'O surdato 'nnammurato                           | Enrico Cannio                            | Aniello Califano                     | 1915                     | |
| 'O tramonto 'e ll'ammore                         | Felice Genta                             | Aldo Fiorini                         | 1959                     | presentata da Mario Trevi |
| 'O vascio                                        | E. A. Mario                              | Mario Giuseppe Cardarola             | 1946                     | presentata da Mimì Ferrari |
| 'O vesuvio                                       | Domenico Modugno                         | Domenico Modugno Roberto Gigli       | 1967                     | |
| 'O viulino                                       | Felice De Stefano                        | Carlo Majello                        | 1954                     | |
| 'O zampugnaro 'nnammurato                        | Armando Gill                             | Armando Gill                         | 1918                     | |
| Oilì Oilà                                        | Mario Pasquale Costa                     | Salvatore Di Giacomo                 | 1885                     | presentata alla festa di Piedigrotta |
| Padrone d' 'o mare                               | Salve D'Esposito                         | Tito Manlio                          | 1959                     | |
| Palomma 'e notte                                 | Francesco Buongiovanni                   | Salvatore Di Giacomo                 | 1906                     | |
| Palummella zomba e vola                          | anonimo                                  | anonimo                              | 1873                     | |
| Parlame 'e Napule                                | Manfredi Quintavalle                     | Giuseppe Casillo                     | 1946                     | |
| Passione                                         | Ernesto Tagliaferri - Nicola Valente     | Libero Bovio                         | 1934                     | |
| Pigliate 'na pastiglia                           | Renato Carosone                          | Nisa                                 | 1957                     | |
| Piscatore 'e Pusilleco                           | Ernesto Tagliaferri                      | Ernesto Murolo                       | 1925                     | |
| Popolo po'                                       | Vincenzo Di Chiara                       | Ernesto Murolo                       | 1917                     | |
| Priggiuniero 'e Guerra'                          | E. A. Mario                              | Manlio                               | 1933                     | |
| Primma, siconda e terza ('O tram d' 'a Turretta) | E. A. Mario                              | Gigi Pisano                          | 1932                     | |
| Pulecenella                                      | E. A. Mario                              | Enrico Demma                         | 1946                     | |
| Pulecenella                                      | Salvatore Palliggiano                    | Ciro Parente                         | 1954                     | presentata da Giacomo Rondinella e Katyna Ranieri al II Festival di Napoli |
| Pusilleco addiruso                               | Salvatore Gambardella                    | Ernesto Murolo                       | 1904                     | |
| Quanno mammeta nun ce sta!                       | Salvatore Gambardella                    | Giovanni Capurro                     | 1904                     | |
| Quanno tramonta 'o sole                          | Salvatore Gambardella                    | Ferdinando Russo                     | 1911                     | |
| Quanta rose!                                     | Gaetano Lama                             | Libero Bovio                         | 1935                     | |
| Qui fu Napoli...                                 | Ernesto Tagliaferri                      | Ernesto Murolo                       | 1924                     | |
| Reginella                                        | Gaetano Lama                             | Libero Bovio                         | 1917                     | |
| Resta cu' mme                                    | Domenico Modugno                         | Dino Verde                           | 1957                     | |
| Ricordo 'e 'nnammurate                           | Vittorio Annona                          | Emilio Campassi                      | 1970                     | presentata da Mario Trevi e Nino Fiore al Festival di Napoli 1970 |
| Rose d' 'o mese 'e maggio                        | Ippolito                                 | Salvatore Mazzocco                   | 1966                     | presentata da Mario Trevi e Mirna Doris al Festival di Napoli 1966 |
| Rusella 'e maggio                                | Enrico Cannio                            | Arturo Trusiano                      | 1939                     | |
| Santa Lucia                                      | Teodoro Cottrau                          |                                      | 1849                     | |
| Santa Lucia luntana                              | E. A. Mario                              | E. A. Mario                          | 1919                     | |
| Scapricciatiello                                 | Ferdinando Albano                        | Pacifico Vento                       | 1954                     | presentata da Aurelio Fierro alla Piedigrotta Bideri |
| Scetate                                          | Pasquale Mario Costa                     | Ferdinando Russo                     | 1887                     | |
| Scetate oj bella                                 | Michele Salvatore Ciociano               | Giuseppe Capaldo                     | 1913                     | |
| Sciummo                                          | Carlo Concina                            | Enzo Bonagura                        | 1952                     | |
| Sentinella                                       | Ernesto De Curtis                        | Roberto Bracco                       | 1917                     | |
| Serenata a Surriento                             | Salvatore Gambardella                    | Aniello Califano                     | 1907                     | |
| Serenata a Surriento                             | Antonio Vian                             | Attilio Manetta                      | 1962                     | |
| Serenata napulitana                              | Mario Pasquale Costa                     | Salvatore Di Giacomo                 | 1896                     | |
| Serenata napulitana                              | Ernesto Tagliaferri                      | Ernesto Murolo                       | 1923                     | |
| Serenatella sciué sciué                          | Ferdinando Albano                        | Ettore De Mura                       | 1957                     | |
| Settembre cu mme                                 | Renato Fiore                             | Antonio Vian                         | 1961                     | presentata da Mario Trevi e Johnny Dorelli al Festival di Napoli 1961 |
| Sfurtunatiello                                   | Enrico Schiano                           | Serra                                | 1959                     | presentata da Mario Trevi |
| Si ce lassammo                                   | Renato Ruocco                            | Ettore De Mura - Nino D'Alessio      | 1959                     | Presentata da Mario Trevi alla Piedigrotta Santa Lucia |
| Silenzio cantatore                               | Gaetano Lama                             | Libero Bovio                         | 1922                     | |
| Simmo 'e Napule paisà                            | Nicola Valente                           | Peppino Fiorelli                     | 1944                     | Presentata da Vera Nandi |
| Sole 'e luglio                                   | Armando De Gregorio                      | Scuotto                              | 1964                     | presentata da Mario Trevi e Arturo Testa al Festival di Napoli 1964 |
| Sona chitarra                                    | Ernesto De Curtis                        | Libero Bovio                         | 1913                     | |
| Sora mia!                                        | Ernesto De Curtis                        | Rocco Galdieri                       | 1910                     | |
| Spezzacatena                                     | Vincenzo De Crescenzo                    | Eduardo Alfieri                      | 1964                     | presentata da Mario Trevi |
| Stasera si                                       | Lino Benedetto                           | Marcello Zanfagna                    | 1960                     | |
| Storta va, deritta vene                          | Alfredo Romeo                            | Alberto Petrucci - Dionisio Sgueglia | 1957                     | presentata da Aurelio Fierro al Festival di Napoli 1957 |
| Sulitario                                        | Giovanni Marigliano                      | Enzo di Domenico                     | 1970                     | presentata da Mario Trevi e Giulietta Sacco al Festival di Napoli 1970 |
| Suonno a Marechiaro                              | Antonio Vian                             | Renato Fiore                         | 1958                     | Presentata da Sergio Bruni e Mario Abbate al Festival di Napoli 1958 |
| Suonno d'ammore                                  | Francesco Saverio Mangieri               | Francesco Saverio Mangieri           | 1954                     | presentata da Tullio Pane e Achille Togliani al Festival di Napoli 1954 |
| Surdate                                          | Evemero Nardella                         | Libero Bovio                         | 1910                     | |
| Surriento d' 'e 'nnammurate                      | Lino Benedetto                           | Enzo Bonagura                        | 1950                     | presentata da Sergio Bruni alla Piedigrotta |
| Suspiranno!                                      | Evemero Nardella                         | Ernesto Murolo                       | 1909                     | |
| Suspiranno na canzone                            | Renato Ruocco                            | Ettore De Mura                       | 1956                     | presentata da Aurelio Fierro e Giacomo Rondinella al Festival di Napoli 1956                                                                                                  |
| Suttanella e cazunciello                         | Carlo Donida                             | Nisa                                 | 1959                     | |
| T'è piaciuta                                     | Furio Rendine                            | Vincenzo Capillo                     | 1956                     | |
| Tammuriata nera                                  | E. A. Mario                              | Edoardo Nicolardi                    | 1944                     | Presentata da Vera Nandi |
| Tarantella d' 'e vase                            | Salvatore Gambardella                    | Correra - Raffaele Ferraro           | 1905                     | |
| Tarantella Luciana                               | Enrico Cannio                            | Libero Bovio                         | 1913                     | |
| Tarantelluccia                                   | Ernesto Murolo                           | Rodolfo Falvo                        | 1907                     | |
| Te voglio bene assaje                            | Filippo Campanella                       | Raffaele Sacco (attribuita)          | 1839                     | |
| Tiempe belle                                     | Vincenzo Valente                         | Aniello Califano                     | 1916                     | |
| Tiritomba                                        | anonimo                                  |                                      |                          | |
| Torero                                           | Renato Carosone                          | Nisa                                 | 1957                     | |
| Torna a Surriento                                | Ernesto De Curtis                        | Giambattista de Curtis               | 1904                     | |
| Torna Maggio                                     | Vincenzo Russo                           | Eduardo di Capua                     | 1900                     | |
| Totonno 'e Quagliarella                          | Francesco Buongiovanni                   | Giovanni Capurro                     | 1919                     | |
| Trascuratella                                    | Salve d'Esposito                         |                                      | 1951                     | Roberto Murolo |
| Tre rundinelle                                   | Cesare Andrea Bixio                      | Nisa                                 | 1954                     | presentata da Franco Ricci e Gino Latilla al Festival di Napoli 1954 |
| Tu ca nun chiagne                                | Ernesto De Curtis                        | Libero Bovio                         | 1915                     | |
| Tu nun me vuo' cchiù bbene!                      | Di Giacomo                               | Rodolfo Falvo                        | 1906                     | |
| Tu sì 'na cosa grande                            | Domenico Modugno                         | Roberto Gigli                        | 1964                     | |
| Tu vuo' fa' l'americano                          | Renato Carosone                          | Nisa                                 | 1956                     | |
| Tuppe tuppe, mariscià                            | Ettore De Mura                           | Domenico Aracri Marcello Gigante     | 1958                     | presentata da Maria Paris e Nicla Di Bruno al Festival di Napoli 1958 |
| Ue', ue' che femmena!                            | Ugo Calise                               | Nisa                                 | 1960                     | Presentata da Aurelio Fierro e Marino Marini al Festival di Napoli 1960 |
| Uocchie c'arraggiunate                           | Falcone - Fieni                          | Rodolfo Falvo                        | 1904                     | |
| Un urlatore a Napule!                            | Russo                                    | Vindez                               |                          | |
| Varca lucente                                    | Francesco Saverio Mangieri               | Francesco Saverio Mangieri           | 1952                     | Presentata da Domenico Attanasio e Oscar Carboni al Festival di Napoli 1952                                                                                                   |
| Vela 'e Surriento                                | Manfredi Quintavalle                     | Fiore                                |                          | |
| Vela latina                                      | Manfredi Quintavalle                     | Fiore                                |                          | |
| Vicino a tte                                     | Arciello                                 | Filibello                            | 1961                     | presentata da Mario Trevi |
| Vico 'e notte                                    | Claudio Villa                            |                                      |                          | |
| Vide Napule                                      | E. A. Mario                              | Gigi Pisano                          | 1926                     | |
| Vide Napule e po' muore                          | Arturo Trusiano                          | Giovanni Tavernier                   | 1950                     | |
| Viene cu mme sott'a' sta luna                    | Salvatore Mazzocco                       | Umberto Martucci                     |                          | |
| Vieneme 'nzuonno...                              | Lino Benedetto                           | Marcello Zanfagna                    | 1959                     | Presentata da Sergio Bruni e Nilla Pizzi al Festival di Napoli 1959 |
| Vienetenne a Positano                            | Mario De Angelis                         | Vincenzo Bonagura                    | 1955                     | presentata da Sergio Bruni alla Piedigrotta |
| Vieni sul mar!                                   | Aniello Califano                         |                                      |                          | |
| Viento                                           | Lino Benedetto - Marcello Zanfagna       |                                      | 1959                     | |
| Vierno                                           | Vincenzo Acampora                        | De Gregorio                          | 1945                     | Canzone Tango presentata da Franco Ricci alla Piedigrotta |
| Vintiquatt'ore                                   | Ernesto De Curtis - Salvatore Di Giacomo |                                      |                          | |
| Vipera                                           | E. A. Mario                              |                                      |                          | |
| Voca, guaglio'                                   | Antonio Vian                             | Vincenzo De Crescenzo                |                          | |
| Voca e va piscato'                               | Francolini - Faiella                     | Bignardi - Mario Cenci               |                          | |
| Voca luntano                                     | Rodolfo Falvo                            | Russo                                |                          | |
| Voca voca (lo varcajuolo)                        | Pietro Labriola                          |                                      | 1850 ca.                 | |
| Voce 'e notte                                    | Ernesto De Curtis                        | Edoardo Nicolardi                    | 1904                     | |
| Voglio bene sulo a tte                           | Manfredi Quintavalle                     | Giuseppe Casillo                     |                          | |
| Vulimmece bene                                   | Ravasini                                 | Nisa                                 | 1945                     | |
| Vurria                                           | Furio Rendine                            | Antonio Pugliese                     | 1958                     | Presentata da Aurelio Fierro e Nunzio Gallo al Festival di Napoli 1958 |
| Zappatore                                        | Ferdinando Albano                        | Libero Bovio                         | 1929                     | |
| Zi' Gennaro rock 'n' roll                        | Mario De Angelis                         | De Turrema                           |                          | |
| Zingarella                                       | A. Romeo                                 |                                      |                          | |
| Zingari                                          | Raffaele Viviani                         |                                      |                          | |
| Zitto, zitto, zitto                              | A. Romeo                                 |                                      | 1954                     | |